# Юнацька збірна Пакистану з футболу (U-17)
Юнацька збірна Пакистану з футболу (U-17) — національна футбольна збірна Пакистану, що складається із гравців віком до 17 років. Керівництво командою здійснює Футбольна федерація Пакистану.
Головним континентальним турніром для команди є Юнацький кубок Азії, який з 2008 року розігрується серед команд з віковим обмеженням до 16 років, і успішний виступ на якому дозволяє отримати путівку на Чемпіонат світу (U-17). Також може брати участь у товариських і регіональних змаганнях, зокрема у Юнацькому чемпіонаті ФФПА, юнацькій першості серед країн, що входять до Футбольної асоціації Центральної Азії.
Протягом 1980-х років брала участь у відбіркових турнірах на світову першість у форматі U-16.

## Виступи на міжнародних турнірах

### Юнацький кубок Азії з футболу
| Господар / Рік | Раунд              |
| -------------- | ------------------ |
| 1985           | не брала участь    |
| 1986           | не брала участь    |
| 1988           | не брала участь    |
| 1990           | не брала участь    |
| 1992           | не кваліфікувалася |
| 1994           | не брала участь    |
| 1996           | не брала участь    |
| 1998           | не кваліфікувалася |
| 2000           | не кваліфікувалася |
| 2002           | Груповий етап      |
| 2004           | не брала участь    |
| 2006           | не кваліфікувалася |
| 2008           | не кваліфікувалася |
| 2010           | не кваліфікувалася |
| 2012           | не кваліфікувалася |
| 2014           | не кваліфікувалася |
| 2016           | не брала участь    |
| 2018           | не брала участь    |

### Юнацький чемпіонат ФФПА
| Юнацький чемпіонат ФФПА | Юнацький чемпіонат ФФПА | Юнацький чемпіонат ФФПА | Юнацький чемпіонат ФФПА | Юнацький чемпіонат ФФПА | Юнацький чемпіонат ФФПА | Юнацький чемпіонат ФФПА | Юнацький чемпіонат ФФПА | Юнацький чемпіонат ФФПА |
| Господар / Рік          | Результат               | Місце                   | І                       | В                       | Н                       | П                       | Г+                      | Г-                      |
| ----------------------- | ----------------------- | ----------------------- | ----------------------- | ----------------------- | ----------------------- | ----------------------- | ----------------------- | ----------------------- |
| 2011                    | переможець              | 1/6                     | 4                       | 4                       | 0                       | 0                       | 11                      | 1                       |
| 2013                    | груповий етап           | 5/7                     | 3                       | 0                       | 2                       | 1                       | 0                       | 3                       |
| 2015                    | знялася                 | 0/6                     | 0                       | 0                       | 0                       | 0                       | 0                       | 0                       |
| 2017                    | відмовилися від участі  | 0/6                     | 0                       | 0                       | 0                       | 0                       | 0                       | 0                       |
| 2018                    | віце-чемпіон            | 2/6                     | 4                       | 3                       | 0                       | 1                       | 11                      | 2                       |
| Усього                  | 3/5                     | -                       | 11                      | 7                       | 2                       | 2                       | 22                      | 6                       |